# Genk
Genk è una città belga di lingua olandese situata nella regione delle Fiandre. È il secondo comune della provincia del Limburgo, dopo Hasselt, ed è uno dei centri economici principali del paese. Il suo nome deriva dall’animale simbolo della città, cervo maschio adulto: Genk infatti sta per “corna ramificate e dure”.

## Panoramica
La città ha probabilmente origini celtiche, sebbene non conservi testimonianze storiche. La superficie totale è di 87,85 km². La città come ci appare oggi presenta una morfologia anomala, caratterizzata da un centro piccolo e da quartieri residenziali ampi e distanti tra loro. Ciò è dovuto al fatto che la maggior parte della popolazione si è insediata attorno alle (ormai ex) miniere di carbone di Winterslag e di Waterschei, che danno anche il nome ai due quartieri principali.
Oltre alla morfologia del territorio, le miniere hanno segnato anche lo sviluppo economico di Genk e il suo popolamento. Agli inizi del '900 il comune contava circa 2 000 abitanti, mentre al 1º luglio 2004 la sua popolazione totale era di 63 598 abitanti, di cui 31 393 uomini e 32 205 donne. Attualmente, circa un terzo della popolazione è di origine italiana, conseguenza della fortissima emigrazione registratasi tra Italia e Belgio, a seguito degli accordi bilaterali del 1946, in base ai quali l'Italia scambiava la sua forza lavoro con carbone belga.
La chiusura delle miniere, avvenuta tra la fine degli anni settanta e primi anni ottanta, ha spinto l'amministrazione comunale a convertire l'economia della città, incentrandola sull'industria e sul commercio.
Sul piano industriale andava segnalato l'indotto creatosi attorno allo stabilimento della Ford, dove venivano prodotte la Mondeo, la seconda generazione della Galaxy e la S-Max. A causa del progressivo calo delle vendite, la Ford ha chiuso lo stabilimento nel 2014. In esso lavoravano 4 300 dipendenti, mentre l'intero indotto dava lavoro a 10 500 persone. 
Lo sviluppo commerciale si è registrato invece a partire dagli anni '90, ma il forte impulso lo si deve all'ex sindaco, Jef Gabriels. In pochi anni l'immagine di Genk è stata completamente stravolta. Il centro cittadino è diventato un unico grande centro commerciale e i grandi edifici che si affacciano su esso rompono con il paesaggio tipico delle città fiamminghe.

## Economia
L'evoluzione dei tempi e dell'economia cittadina è ancora una volta simboleggiata dalla miniera di Winterslag. Se essa una volta ha rappresentato la principale fonte di lavoro e di reddito per i cittadini, attualmente è diventata uno dei maggiori luoghi di ritrovo, essendo stata trasformata in un maxi cinema con dieci sale di proiezione, palestra e ristoranti.

## Luoghi d'interesse
La maggiore attrazione di Genk è il parco di Bokrijk, un museo all'aria aperta in cui è possibile rivedere i paesaggi agricoli fiamminghi precedenti lo sviluppo industriale, passeggiare lungo i chilometri di piste ciclabili e ammirare migliaia di esemplari di piante e alberi.

## Sport
La locale squadra di calcio è il Koninklijke Racing Club Genk: fondato nel 1988, il sodalizio ha vinto quattro campionati belgi (1998-99, 2001-02, 2010-11 e 2018-2019), quattro Coppe del Belgio (1997-98, 2000-01, 2008-09 e 2012-13) e una Supercoppa del Belgio (2011). Storica la sua partecipazione alle edizioni del 2002-03, del 2011-12 e del 2019-20 della Champions League. Gioca le sue partite interne alla Luminus Arena (prima Fenix Stadium e Cristal Arena).

## Amministrazione

### Gemellaggi
- Francistown
- Cieszyn
- Isparta
- San Giovanni in Fiore